# Leioproctus dolosus
Leioproctus dolosus är en biart som beskrevs av Michener 1965. Leioproctus dolosus ingår i släktet Leioproctus och familjen korttungebin. Inga underarter finns listade i Catalogue of Life.

## Bildgalleri

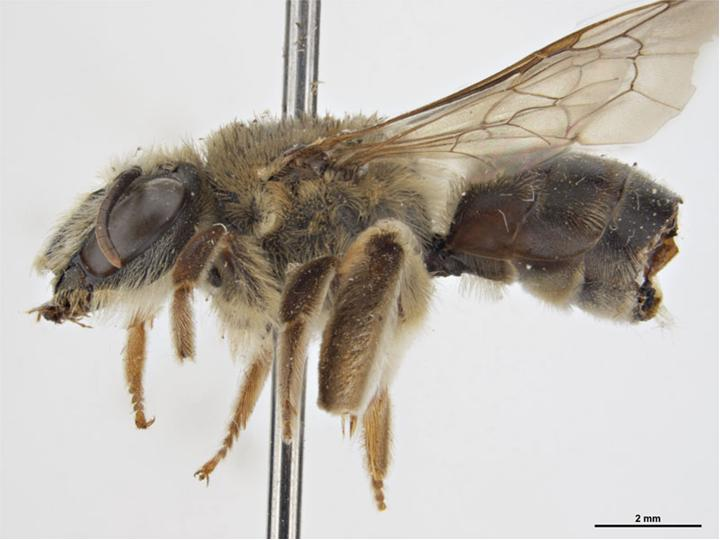
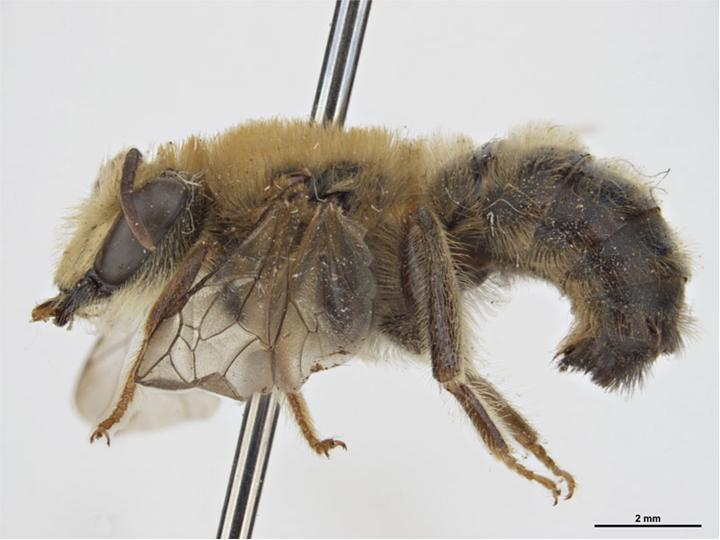